# جون كوتن
جون كوتن (بالإنجليزية: John Cotton)‏ هو لاعب كرة قدم بريطاني، ولد في 2 مارس 1930 في ستوك أون ترينت في المملكة المتحدة، وتوفي في 1 أكتوبر 2015. لعب مع بورت فايل وستوك سيتي ونادي كرو ألكساندرا.